# 20.º Regimiento de Artillería de la Luftwaffe
El 20.º Regimiento de Artillería de la Luftwaffe (20. Luftwaffen-Artillerie-Regiment) fue una unidad de la Luftwaffe durante la Segunda Guerra Mundial.

## Historia
Fue formada el 8 de marzo de 1943 en Munsterlager. La 20.º División de Campo del Departamento Antitanque de la Fuerza Aérea fue conocido en un corto tiempo como el V Batallón/20.º Regimiento de Artillería de la Fuerza Aérea. El 1 de noviembre de 1943 pasó bajo el control total del Ejército, y renombrado como el 20.º Regimiento de Artillería (L), excepto del IV Batallón que se convierte en el I Batallón/48.º Regimiento Antiaéreo.

## Comandantes
- Teniente 1.º Hans Winter - (6 de marzo de 1943 - 1943)
- Coronel Kurt Wäntig - (1943 - 1 de noviembre de 1943)

## Orden de Batalla
- I Batallón/1.º Escuadrilla, 2.º Escuadrilla, 3.º Escuadrilla, 4.º Escuadrilla
- II Batallón/5.º Escuadrilla, 6.º Escuadrilla, 7.º Escuadrilla, 8.º Escuadrilla
- III Batallón/9.º Escuadrilla, 10.º Escuadrilla, 11.º Escuadrilla, 12.º Escuadrilla
- IV Batallón/13.º Escuadrilla, 14.º Escuadrilla, 15.º Escuadrilla
- V Batallón/16.º Escuadrilla, 17.º Escuadrilla, 18.º Escuadrilla, 19.º Escuadrilla
- 1.º Columna Ligera de Transporte
- 2.º Columna Ligera de Transporte
- 3.º Columna Ligera de Transporte
- 4.º Columna Ligera de Transporte

más tarde:
- I Batallón/1.º Escuadrilla, 2.º Escuadrilla, 3.º Escuadrilla
- II Batallón/4.º Escuadrilla, 5.º Escuadrilla, 6.º Escuadrilla
- III Batallón/7.º Escuadrilla, 8.º Escuadrilla
- IV Batallón/9.º Escuadrilla, 10.º Escuadrilla, 11.º Escuadrilla, 12.º Escuadrilla
- 1.º Columna Ligera de Transporte
- 2.º Columna Ligera de Transporte
- 3.º Columna Ligera de Transporte
- 4.º Columna Ligera de Transporte

## Servicios
- ? - 1943: Bajo la 20.º División de Campo de la Fuerza Aérea.